# ハプトグロビン

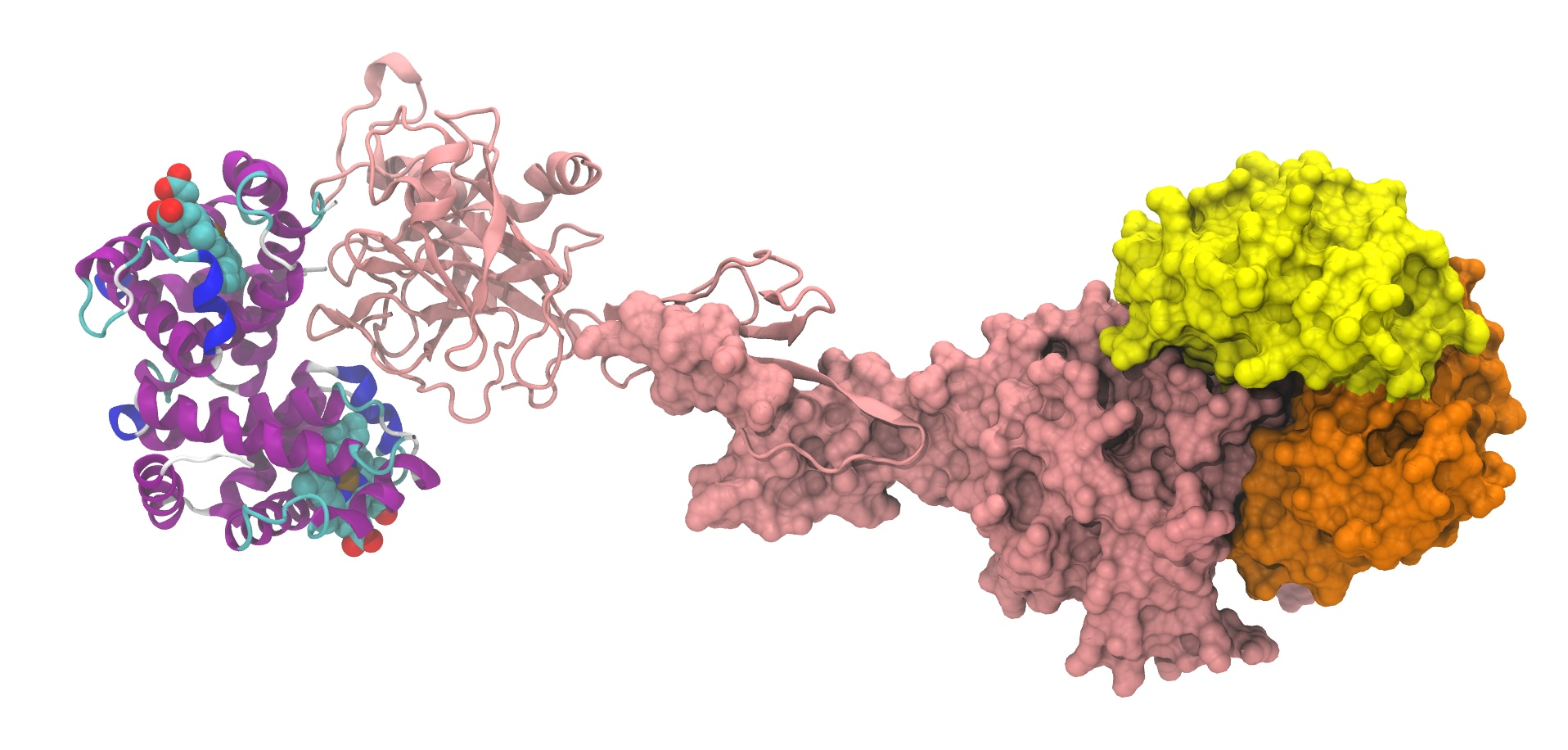
α,β-ヘモグロビン/ハプトグロビン六量体複合体。2つのα,β-ヘモグロビン二量体は、一方は空間充填モデル（黄/橙）、もう一方はリボンモデル（紫/青）で描かれている。それぞれにハプトグロビン分子が結合している。2つのハプトグロビン分子はどちらも桃色、一方は空間充填モデル、もう一方はリボンモデルで描かれている。

ハプトグロビン（英: haptoglobin、略称: Hp）は、ヒトではHP遺伝子によってコードされるタンパク質である。血漿中でハプトグロビンは赤血球から放出された遊離ヘモグロビンに高い親和性で結合し、その有害な酸化活性を阻害する。一方類似した機能を持つヘモペキシンは遊離ヘムに対して結合する。ハプトグロビン-ヘモグロビン複合体はその後、細網内皮系（主に脾臓）によって除去される。
臨床現場では、ハプトグロビンアッセイは血管内溶血性貧血のスクリーニングとモニタリングに利用される。血管内溶血では、遊離ヘモグロビンが血液循環へ放出され、そこにハプトグロビンが結合する。これによってハプトグロビン値の低下が引き起こされる。 

## 機能
損傷した赤血球から血漿中へ放出されたヘモグロビンは有害な影響を与える。HP遺伝子はプレプロタンパク質をコードしており、α鎖とβ鎖へプロセシングされた後、四量体として結合することでハプトグロビンが形成される。ハプトグロビンは血漿中の遊離ヘモグロビンと結合し、分解酵素がヘモグロビンへアクセスすることができるようにするとともに、腎臓を介した鉄の喪失を防ぎ、ヘモグロビンによる損傷から腎臓を保護する。
ハプトグロビンが標的とする細胞表面受容体は単球/マクロファージスカベンジャー受容体のCD163である。ヘモグロビン-ハプトグロビン複合体がCD163に結合すると、複合体は細胞内へ取り込まれてグロビンとヘムの代謝が行われ、続いて抗酸化経路と鉄代謝経路の適応的変化とマクロファージの極性化が引き起こされる。
赤血球から放出されるヘモグロビンがハプトグロビンの生理的範囲内である場合、ヘモグロビンの有害な影響は防止される。しかし、高度の溶血や慢性的な溶血条件下ではハプトグロビンは枯渇し、ヘモグロビンが組織へ移動して酸化的条件にさらされる可能性がある。そうした状況では、ヘムはフェリ（Fe3+結合型の）ヘモグロビンから遊離する。遊離ヘムは過酸化反応を促進し、炎症カスケードを活性化することで組織損傷を加速する。ヘモペキシンは他の血漿糖タンパク質で、ヘモグロビンと同様にヘムと高い親和性で結合することができる。ヘモペキシンはヘムを不活性な無害な形態で隔離し、異化と排出のために肝臓へ輸送する。

## 合成
ハプトグロビンは主に肝細胞で産生されるが、皮膚、肺、腎臓など他の組織でも産生される。さらに、ヒトとマウス、そしてウシではハプトグロビン遺伝子は脂肪組織でも発現していることが示されている。

## 構造
ハプトグロビンは、もっとも単純な形では、2つのα鎖と2つのβ鎖から構成され、これらはジスルフィド結合で連結されている。両鎖は共通の前駆体タンパク質に由来し、タンパク質合成の過程で分解切断される。
ヒトのハプトグロビンには2つのアレルが存在し、Hp1、Hp2と呼ばれる。後者はHp1遺伝子の部分的な重複によって生じたものである。そのため、ヒトではHp1-1、Hp2-1、Hp2-2という3つの遺伝子型が存在することとなる。遺伝子型によってハプトグロビンのヘモグロビンへの結合親和性は異なることが示されており、Hp2-2が最も弱い。

## 臨床的意義
ハプトグロビン遺伝子またはその調節領域の変異は無ハプトグロビン血症（ahaptoglobinemia）または低ハプトグロビン血症（hypohaptoglobinemia）を引き起こす。また、この遺伝子は糖尿病性腎症、1型糖尿病における虚血性心疾患の発生、クローン病、炎症性疾患、原発性硬化性胆管炎、特発性パーキンソン病に対する感受性、熱帯熱マラリアの発生数の低下とも関係している。
細網内皮系によってハプトグロビン-ヘモグロビン複合体は体内から除去されるため、血管内溶血や重度の血管外溶血の場合にハプトグロビン値が低下する。遊離ヘモグロビンに結合する過程で、ハプトグロビンはヘモグロビンの内部に鉄を隔離し、鉄を利用する生物が宿主の溶血を引き起こすことで利益を得ることがないようにしている。このように、ハプトグロビンは急性期タンパク質へと進化してきたと考えられている。ハプトグロビンは腎臓出血に対する保護効果を有する。
一部の研究では、特定のハプトグロビンの遺伝子型と統合失調症の発症リスクとの関係が示されている。

## 関連文献
- “CD163: a signal receptor scavenging haptoglobin-hemoglobin complexes from plasma.”. Int. J. Biochem. Cell Biol. 34 (4):  309–14. (2002). doi:10.1016/S1357-2725(01)00144-3. PMID 11854028.
- “Haptoglobin and CD163: captor and receptor gating hemoglobin to macrophage lysosomes.”. Redox Rep. 6 (6):  386–8. (2002). doi:10.1179/135100001101536490. PMID 11865982.
- “Junctions between genes in the haptoglobin gene cluster of primates.”. Genomics 14 (4):  948–58. (1993). doi:10.1016/S0888-7543(05)80116-8. PMID 1478675.
- Maeda N (1985). “Nucleotide sequence of the haptoglobin and haptoglobin-related gene pair. The haptoglobin-related gene contains a retrovirus-like element.”. J. Biol. Chem. 260 (11):  6698–709. PMID 2987228.
- “Localization of the human haptoglobin genes distal to the fragile site at 16q22 using in situ hybridization.”. Cytogenet. Cell Genet. 41 (1):  38–41. (1986). doi:10.1159/000132193. PMID 3455911.
- “Expression of cloned human haptoglobin and alpha 1-antitrypsin complementary DNAs in Saccharomyces cerevisiae.”. DNA 5 (2):  129–36. (1986). doi:10.1089/dna.1986.5.129. PMID 3519135.
- “Structure and expression of the human haptoglobin locus.”. EMBO J. 4 (1):  119–26. (1985). doi:10.1002/j.1460-2075.1985.tb02325.x. PMC 554159. PMID 4018023.
- “Studies on the interchain disulfides of human haptoglobins.”. Can. J. Biochem. 51 (3):  249–64. (1973). doi:10.1139/o73-032. PMID 4573324.
- “Sequence of human haptoglobin cDNA: evidence that the alpha and beta subunits are coded by the same mRNA.”. Nucleic Acids Res. 11 (17):  5811–9. (1983). doi:10.1093/nar/11.17.5811. PMC 326319. PMID 6310515.
- “Identification and characterization of human haptoglobin cDNA.”. Proc. Natl. Acad. Sci. U.S.A. 80 (19):  5875–9. (1983). doi:10.1073/pnas.80.19.5875. PMC 390178. PMID 6310599.
- “Duplication within the haptoglobin Hp2 gene.”. Nature 309 (5964):  131–5. (1984). doi:10.1038/309131a0. PMID 6325933.
- “Evolution of haptoglobin: comparison of complementary DNA encoding Hp alpha 1S and Hp alpha 2FS.”. Nucleic Acids Res. 12 (11):  4531–8. (1984). doi:10.1093/nar/12.11.4531. PMC 318856. PMID 6330675.
- “Characterization of human haptoglobin cDNAs coding for alpha 2FS beta and alpha 1S beta variants.”. FEBS Lett. 168 (1):  103–7. (1984). doi:10.1016/0014-5793(84)80215-X. PMID 6546723.
- “Molecular cloning of human haptoglobin cDNA: evidence for a single mRNA coding for alpha 2 and beta chains.”. EMBO J. 2 (6):  1003–7. (1984). doi:10.1002/j.1460-2075.1983.tb01534.x. PMC 555221. PMID 6688992.
- “Covalent structure of human haptoglobin: a serine protease homolog.”. Proc. Natl. Acad. Sci. U.S.A. 77 (6):  3388–92. (1980). doi:10.1073/pnas.77.6.3388. PMC 349621. PMID 6997877.
- “Haptoglobin: a natural bacteriostat.”. Science 215 (4533):  691–3. (1982). doi:10.1126/science.7036344. PMID 7036344.
- “Haemoglobin binding with haptoglobin. Unequivocal demonstration that the beta-chains of human haemoglobin bind to haptoglobin.”. Biochem. J. 185 (1):  285–7. (1980). doi:10.1042/bj1850285. PMC 1161299. PMID 7378053.
- “Generation and analysis of 280,000 human expressed sequence tags.”. Genome Res. 6 (9):  807–28. (1997). doi:10.1101/gr.6.9.807. PMID 8889549.
- “Transcriptionally active haptoglobin-related (Hpr) gene in hepatoma G2 and leukemia molt-4 cells.”. DNA Cell Biol. 15 (11):  1001–7. (1997). doi:10.1089/dna.1996.15.1001. PMID 8945641.
- “The haptoglobin-gene deletion responsible for anhaptoglobinemia.”. American Journal of Human Genetics 62 (2):  245–52. (1998). doi:10.1086/301701. PMC 1376878. PMID 9463309.